# Hondurodendron
Hondurodendron é um género monotipo de árvore endémica de Honduras. A única espécie no gênero, H. urceolatum, foi descoberta entre 2004 e 2006 em levantamentos botânicos de plantas no Parque Nacional El Cusuco, no noroeste de Honduras. Foi posteriormente descrita em 2010 por Carmen Ulloa Ulloa, Daniel L. Nickrent, Caroline Whitefoord e Daniel L. Kelly nos Anais do Jardim Botânico do Missouri.